# Каттакурганское водохранилище
Каттакурга́нское водохрани́лище (узб. Kattaqo‘rg‘on suv ombori, Каттақўрғон сув омбори) — водохранилище в Каттакурганском районе Самаркандской области. Первое водохранилище, построенное на территории Узбекистана (в 1940—1951 годах).
В состав основного комплекса сооружения входят плотина с водовыпуском, подводящий и отводящий каналы. Используется для водоснабжения посевных площадей в долине Зеравшана, регулирования водного режима Карадарьи, сбора селевых и паводковых вод.
Благодаря крупной величине водохранилище получило неофициальное название «Узбекское море».

## Описание
Каттакурганское водохранилище расположено в естественной впадине на левобережье Зеравшана, к югу от города Каттакурган. По данным топографических карт Генштаба, высота уреза воды в 1984 году составляла 509,0 метра. Особенности рельефа местности сформировали причудливую форму искусственного водоёма — с сильно изрезанной береговой линией, образованной множеством глубоко вдающихся узких полосок суши (за исключением лишь приплотинной части).
Площадь Каттакурганского водохранилища составляет 79,5 км², полная вместимость — 900 млн м³, из которых на полезный объём приходятся 840 млн м³. Длина водоёма равна 15 км, максимальная ширина — 10 км, средняя ширина — 5,3 км; максимальная глубина — 25 м, средняя глубина — 11,5 м. Современная высота плотины составляет 31,5 метра при длине в 3915 метров. По типу материала является земляной.
В северной части водохранилища к нему подходят Подводящий канал и Старый Подводящий канал, берёт начало Отводящий канал. Длина Подводящего канала составляет 21,2 км, расход воды в канале — 100 м³/с; длина Старого подводящего канала (учитывая общий начальный участок с Подводящим каналом) — 28 км, расход воды — 45 м³/с, длина Отводящего канала — 15,2 км, расход воды — 123 м³/с. Посредством этих каналов водохранилище связано с рекой Карадарьёй.
По западному, южному и юго-восточному берегу водохранилища проходит граница Каттакурганского и Нурабадского туманов.

## Использование
Вода Каттакурганского водохранилища используется для орошения 94 тыс. га земель и водоснабжения 150 тыс. га земель в Самаркандском и Бухарском вилоятах.
На Каттакурганском водохранилище быстро развивается рыболовный промысел. По состоянию на рубеж XX—XXI веков вылавливалось 140—150 центнеров рыбы ежегодно.

## История
Строительство гидротехнического сооружения проходило в 1940—1951 годах. В 1941 году была возведена плотина длиной около 4 км и высотой 28 м (впоследствии высота доведена до 31 м). В 1954 году достигнут проектный объём водохранилища в 662 млн м³.
В 1956 году подводящий канал подвергся реконструкции, в результате которой русло было спрямлено, расширено и бетонировано. В 1968 году производилась реконструкция плотины.